# تی جی کلین
تی جی کلین (انگلیسی: T. J. Cline؛ زادهٔ ۲۲ ژوئیهٔ ۱۹۹۴) بازیکن بسکتبال اهل ایالات متحده آمریکا است.

## فعالیت ورزشی

### باشگاهی
از باشگاه‌هایی که در آن بازی کرده‌است می‌توان به باشگاه بسکتبال آندورا اشاره کرد.